# Pfundner (Münze)

Pfundner – Herzog Sigmund

Der Pfundner, auch Großer Groschen genannt, war eine in Silber geprägte Münze der Grafschaft Tirol.
Sie wurde ab 1482 im Zuge einer großangelegten Münzreform unter Sigmund dem Münzreichen in Hall in Tirol ausgeprägt. Die erst seit 1477 von Meran nach Hall verlegte Münzstätte nutzte dazu, begünstigt durch den zunehmenden Transitverkehr über die Alpen, die erst kurz zuvor erschlossenen Silbervorkommen des Schwazer Bergbaus. Die Münze, mit einem Raugewicht von ca. 6,6 g und einem Feingewicht von ca. 6 g Silber, ist eng angelehnt an die in Venedig seit 1472 geprägte Lira Tron und an die von dieser wiederum abgeleiteten Testone-Münzen. Der Stempelentwurf stammt wahrscheinlich von dem Graveur Wenzel Kröndl und zeigt, erstmals in Mitteleuropa, ein lebensechtes Porträt des Münzherrn. Die Münze gilt daher als eine der ersten Mitteleuropäischen Münzen der Neuzeit. Der Name der Münze leitet sich ab von ihrem Wert, nämlich 12 Tiroler Kreuzern ab, was einem Tiroler Pfund entsprach. Der Münze ging ein Halbstück ("Kleiner Groschen") zu 6 Kreuzern voraus, das nach dem Tod Sigmunds im Jahr 1496 unter dessen Erben, dem römisch-deutschen König und späteren Kaiser Maximilian I., in großer Stückzahl geprägt wurde.